# Laguna dei Curi
La laguna dei Curi (in lituano Kuršių marios; in russo Kуршский залив?, Kurškij zaliv; in tedesco Kurisches Haff; in lettone Kuršu joma) è un'area del mar Baltico isolata dalla penisola dei Curi, un sottile cordone litorale lungo 98 km, e situata sulle coste della Lituania e della Russia.
Nell'estremo settentrionale della penisola vi è un passaggio verso il mare aperto, in corrispondenza del passaggio si trova la città lituana di Klaipėda mentre la parte meridionale della laguna fa parte dell'exclave russo dell'oblast di Kaliningrad. È russa la parte maggiore della laguna: 1200 km² su una superficie totale di 1610 (o 1619 km²). La baia ha una lunghezza di 93 km, una larghezza di 17,3 km, una profondità media di 3,7 m e una massima di 7. Vi sfociano molti corsi d'acqua, il maggiore è il fiume Nemunas, il quale fornisce circa il 90% dei suoi afflussi.
Il nome deriva dalla popolazione dei Curi che si insediarono nell'area circostante.

## Storia

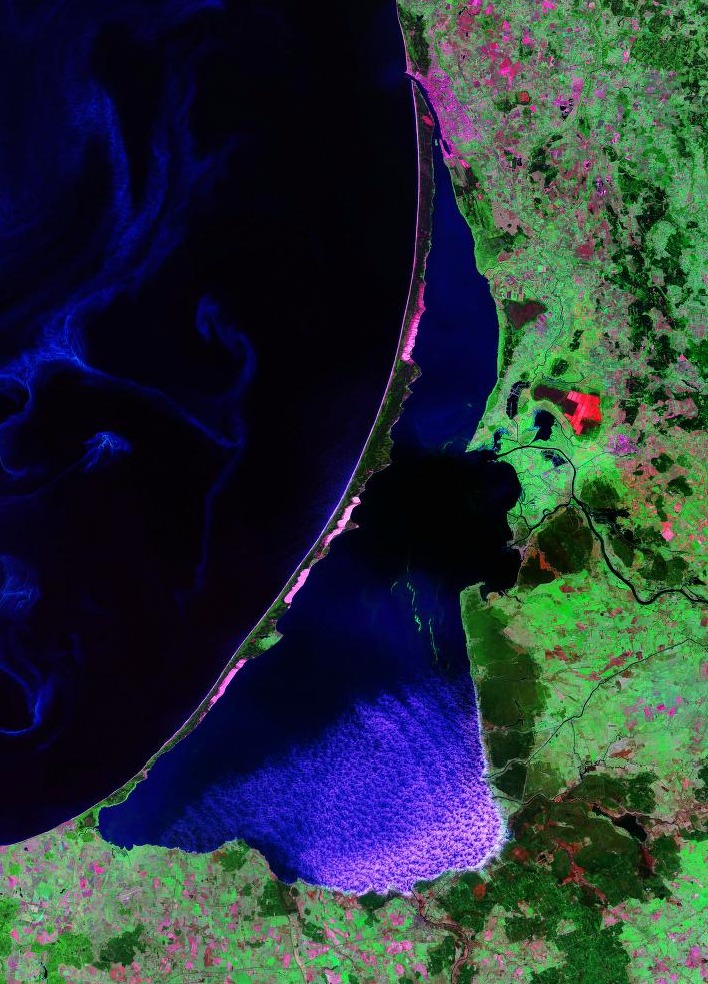
Immagine Landsat della laguna

Nel XIII secolo, l'area intorno alla laguna faceva parte delle terre abitate dai Curi e dei Pruzzi. In seguito, finì per confinare con la regione storica della Lituania Minore. All'estremità settentrionale dello Spit, si trova un passaggio per il mar Baltico, e il luogo fu selezionato dai cavalieri teutonici nel 1252 per fondare il castello di Memelburg e la città di Memel. Nei secoli successivi, la regione passò al Ducato di Prussia e poi al Regno di Prussia. Memel venne ufficialmente chiamata Klaipėda nel decennio 1923-1939, mentre il territorio circostante finì in mano alla Germania nazista, e tale scelta fu confermata anche dopo il 1945, quando entrò a far parte della RSS Lituana.
Nel periodo interbellico, si scelse di tracciare come confine il fiume che sfocia nella laguna dei Curi vicino a Rusnė (in tedesco: Ruß). Per quanto concerne il principale corso d'acqua della regione, questo veniva definito die Memel dai tedeschi nei suoi 120 km finali, mentre la parte superiore, localizzata in Lituania, era conosciuta come Nemunas. La demarcazione ripartiva altresì la penisola nei pressi della piccola località di villeggiatura di Nida (in tedesco: Nidden); il settore meridionale dello Spit e della laguna rimasero in mano alla Germania fino al 1945 a seguito dell'ultimatum imposto alla Lituania del 1939.
Il confine è oggi funzionale a separare la Lituania e la Russia, poiché dopo la seconda guerra mondiale, l'estremità meridionale dello Spit e l'area tedesca a sud del fiume (ossia la parte della Prussia orientale con la città di Königsberg in Sambia) divenne parte di un'exclave della Russia chiamato Oblast' di Kaliningrad.

### Kursenieki
Mentre oggi i Kursenieki, noti anche in lituano come Kuršininkai, risultano un gruppo etnico baltico quasi estinto (perché in gran parte assorbito dai tedeschi) che vive lungo la penisola di Neringa, nel 1649 l'insediamento di Kuršininkai si estendeva da Memel (Klaipėda) a Danzica (Gdańsk). I Kuršininkai vennero considerati alla stregua dei lettoni fino al termine della prima guerra mondiale, quando la Lettonia ottenne l'indipendenza dall'Impero russo: tale considerazione si basava su ragioni linguistiche. Su queste premesse si basavano le rivendicazioni lettoni sulla penisola di Neringa, il cui status nel periodo interbellico la vide in mano alla Lituania e alla Prussia Orientale.

## Profili geografici

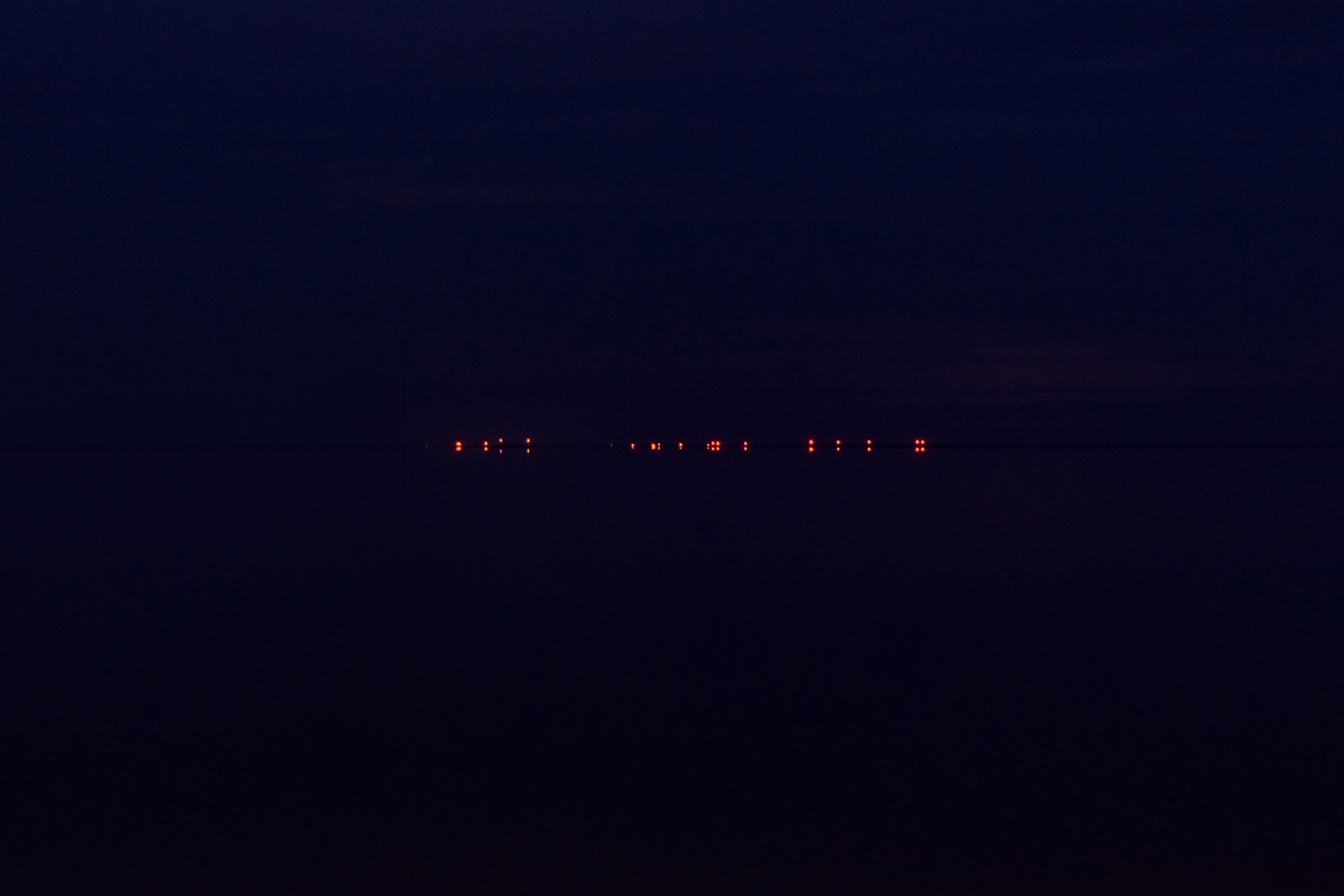
Notte sulla Laguna dei Curi

La laguna, formatasi circa 7.000 anni a.C., non è salmastra come si potrebbe pensare, e ospita invece acqua dolce; la profondità media risulta di 3,8 metri. La biodiversità è alta per via della presenza di numerose specie, sebbene l'inquinamento dell'acqua negli ultimi decenni ha causato la riduzione di alcune specie ittiche. La presenza di diverse specie di alghe si attesta a partire dagli anni 2000.